# Tristão Vaz Teixeira

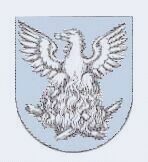
Stemma di Tristão Vaz Teixeira

Tristão Vaz Teixeira (1395 – Silves, 1480) è stato un navigatore ed esploratore portoghese che, con João Gonçalves Zarco e Bartolomeo Perestrello, fu lo scopritore ufficiale ed uno dei primi coloni dell'arcipelago di Madera (1419–1420).

## Biografia
Alla nascita aveva il nome di Tristão Vaz, ed aggiunse Teixeira dopo il matrimonio con Branca Teixeira.
Tristão era un nobile del casato del principe Enrico il Navigatore, e prese parte alla conquista di Ceuta. Attorno al 1418, mentre esplorava la costa dell'Africa, assieme a João Gonçalves Zarco fu spinto fuori rotta dal brutto tempo. Raggiunsero un'isola che chiamarono Porto Santo. Poco dopo gli fu ordinato dal principe Enrico di colonizzare l'isola con Bartolomeo Perestrello. A causa di una numerosa colonia di conigli non poterono coltivare la terra e si trasferirono sulla vicina Madera. Si rivelò ospitale e coltivabile, tanto che il principe Enrico inviò altri coloni ad occupare l'isola. Il governo di Madera fu diviso tra Zarco e Tristão, nominati rispettivamente capitano-maggiore (capitães-donatários) di Funchal e Machico. Tristão fu nominato ufficialmente l'11 maggio 1440.
Tristão Vaz prese parte a successive esplorazioni lungo la costa dell'Africa per il resto della vita. Morì a Silves in età avanzata.